# Euphyllodromia hystrix
Euphyllodromia hystrix är en kackerlacksart som först beskrevs av Henri Saussure 1869.  Euphyllodromia hystrix ingår i släktet Euphyllodromia och familjen småkackerlackor. Inga underarter finns listade i Catalogue of Life.